# Oster-Ohrstedt
Oster-Ohrstedt (północnofryz. Aaster Uurst, duń. Øster Ørsted) – gmina w Niemczech w kraju związkowym Szlezwik-Holsztyn, w powiecie Nordfriesland, wchodzi w skład urzędu Viöl.